# August 1997
Acest articol este generat integral pe baza informațiilor din articolul 1997 și este actualizat periodic de un robot.
 Editările făcute în articol vor fi șterse la următoarea actualizare! Dacă doriți să faceți modificări, editați articolul-sursă.

ianuarie -
februarie -
martie -
aprilie -
mai -
iunie -
iulie -
august -
septembrie -
octombrie -
noiembrie -
decembrie
August 1997 a fost a opta lună a anului și a început într-o zi de vineri.

## Evenimente
- 4 august: Jeanne Calment, cea mai longevivă persoană din lume, a murit la vârsta de 122 ani și 164 zile, la Arles, Franța.
- 7 august: La încheierea misiunii sale la București, negociatorul-șef al FMI declară că macrostabilizarea economică pe care România a realizat-o trebuie susținută de un ritm mai accelerat al reformelor, în primul rând prin privatizarea întreprinderilor industriale mari și mijlocii, mai ales a celor mari consumatoare de energie și care înregistrează pierderi. România va beneficia de eliberarea celei de a doua tranșe (86 milioane dolari) din împrumutul încheiat cu FMI.
- 7 august: Guvernul Ciorbea dă publicității încă o listă cu 17 societăți comerciale propuse pentru lichidare cu datorii de circa 2000 miliarde lei; în februarie dăduse publicității o listă cu 222 de societăți nerentabile, iar în iulie o listă cu 154 de societăți.[1]
- 24 august: Președintele Fondului Proprietății de Stat (FPS), Sorin Dimitriu, declară că în ultimele opt luni, FPS a privatizat peste 1.100 de societăți comerciale, dintre care 140 mari și mijlocii. Alte 470 de societăți mari și mijlocii se află în diverse stadii de privatizare.[1]
- 31 august: Prințesa Diana este dusă la spital după un accident de mașină petrecut la scurt timp după miezul nopții în tunelul Pont de l'Alma din Paris. A fost declarată decedată la ora 4 dimineața.

## Nașteri

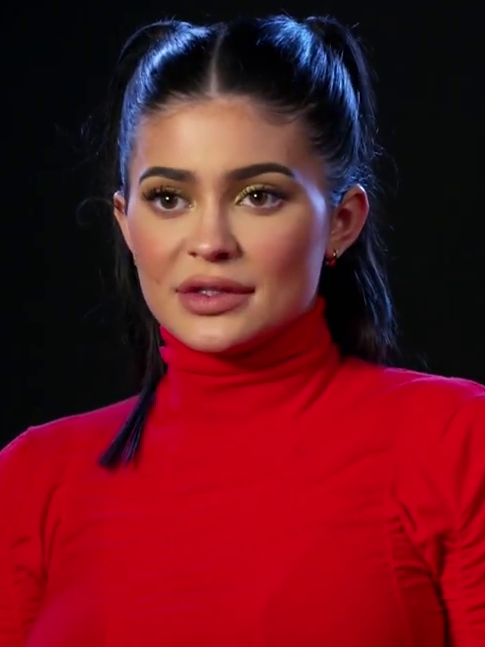
Kylie Jenner

- 4 august: Ekaterina Riabova, cântăreață rusă
- 5 august: Adam Irigoyen, actor american de film
- 8 august: Theo Rose (Theodora Maria Diaconu), cântăreață română
- 9 august: Cristian Marian Manea, fotbalist român
- 10 august: Kylie Kristen Jenner, personalitate de televiziune, fotomodel, antreprenoare, personalitate social media și femeie de afaceri americană
- 16 august: Greyson Michael Chance, cântăreț american de muzică pop rock și pianist

## Decese
William Seward Burroughs, 83 ani, romancier american (n. 1914)
Sever Suciu, sculptor român (n. 1924)
Jeanne Louise Calment, 122 ani, supercentenară franceză (n. 1875)
Tom Normanton, 80 ani, politician britanic (n. 1917)
Joseph Aquilina, 78 ani, scriitor maltez (n. 1919)
Eugen Todoran, critic literar român (n. 1918)
Victor Tulbure (n. Victor Popescu), 72 ani, poet român (n. 1925)
Mariia Prîmacenko, artistă ucraineană (n. 1909)
Iuri Nikulin, actor rus (n. 1921)
Luigi Villoresi, 88 ani, pilot italian de Formula 1 (n. 1909)
Sotiria Bellou, 76 ani, cântăreață greacă (n. 1921)
Johannes Edfelt (Bo Johannes Edfelt), 92 ani, scriitor suedez (n. 1904)
Chiril Știrbu, actor moldovean (n. 1915)
Victor Aurelian Săhleanu, 73 ani, antropolog român (n. 1924)
Frunze Dovlatian, 70 ani, actor și regizor armean (n. 1927)
Ernest Wilimowski (n. Ernst Otto Prandella), 81 ani, fotbalist polonez (atacant), (n. 1916)
Diana, Prințesă de Wales (n. Diana Frances Spencer), 36 ani (n. 1961)